# Humberto Recanatini
Humberto Juan Recanatini (12 luglio 1898 – 24 marzo 1964) è stato un calciatore argentino, di ruolo difensore.

## Caratteristiche tecniche
Giocava come difensore centrale sinistro. La sua abilità lo portò a essere considerato uno dei migliori difensori argentini degli anni 1920.

## Carriera

### Club
Recanatini debuttò a 16 anni nel San Isidro, uno dei club con maggior tradizione nel calcio dilettantistico argentino. Dopo aver trascorso sei stagioni con la società polisportiva, fu ceduto all'Almagro, che in quell'anno aveva peraltro esperito una fusione con il Columbian e aveva assunto la denominazione "Sportivo Almagro". Del club tricolore fu uno dei più importanti elementi, e si mise in evidenza per le sue capacità; divenne inoltre noto perché giocava indossando un cappello. Nel 1930, durante una gara contro l'Atlanta, l'infortunio di Cándido De Nicola lasciò l'Almagro privo del portiere; fu Recanatini a posizionarsi tra i pali, subendo una rete. Fu impiegato nello spareggio della Copa Campeonato 1931, che vide l'Almagro perdere il titolo contro l'Estudiantil Porteño. Nel 1932 fu ceduto al Gimnasia di La Plata; Recanatini debuttò quindi nel calcio professionistico (istituito l'anno prima). Fece parte del Expreso, la formazione guidata dall'ungherese Imre Hirschl che nel 1933 disputò un buon campionato. Si ritirò il 6 settembre 1936, dopo aver giocato per l'ultima volta con il Gimnasia.

### Nazionale
Esordì in Nazionale argentina l'11 maggio 1919 contro il Paraguay. Non tornò in Nazionale sino al 1923; convocato per il Campeonato Sudamericano del 1927,  vi debuttò il 30 ottobre 1927 contro la Bolivia. In quel torneo fu titolare, e giocò tutte e 3 le gare disputate dall'Argentina, che alla fine risultò vincitrice. Dopo essere sceso in campo nelle partite di Copa Newton e Copa Lipton nel 1928, fu richiamato nel 1931 per partecipare a una serie di cinque incontri con il Paraguay: due furono validi per la Copa Rosa Chevallier Boutell, mentre le restanti 3 furono amichevoli.

## Palmarès

### Nazionale
- Campeonato Sudamericano de Football: 1

Perù 1927